# Mitología chilena
La mitología chilena es el nombre dado para designar al conjunto de mitologías y leyendas constituidas por tradiciones diversas dentro del territorio de Chile que conforman al conjunto de las leyendas y la mitología sudamericana.

## Descripción
La mitología chilena se caracteriza por haber adoptado una multitud de mitos y leyendas de las creencias de los pueblos indígenas del territorio chileno y otras de origen europeo, proveniente principalmente de los colonizadores españoles.
Esta variedad de fuentes de creencias, ha provocado en algunos casos que se produzca el sincretismo o la fusión de diferentes seres, provenientes de estos diversos orígenes mitológicos, lo que ha complementado y diferenciado a la mitología chilena.
Igualmente, las diferencias de paisajes y de climas presentes en el territorio chileno, han configurado zonas geográficas definidas que han vivido circunstancias históricas diferentes, lo cual ha favorecido la aparición de diferentes y nuevas creencias y mitos que han enriquecido la mitología de este territorio.

## Clasificación
Al estudiar la mitología chilena, la clasificación más usada es la división por zonas geográficas. De esta manera, se dividen en mitologías correspondientes a las zonas norte, centro, sur y austral del territorio chileno, las cuales, a su vez, pueden subdividirse.

### Mitología nortina
Las leyendas y mitos del Norte Grande de Chile se caracterizan por presentar, generalmente, personajes y leyendas relacionadas básicamente con el desierto, la religiosidad y la actividad de la minería. Ejemplo de estos mitos son el Alicanto, la Lola, el Yastay, los Achaches, el Umpillay, el Quilpaná y El Carbunclo; además de leyendas como Juan Soldado, el tesoro de Guayacán, los Payachatas, La Tirana, Tololo Pampa y la virgen de Andacollo. En la Provincia de El Loa es muy conocida la devoción por la Botitas Negras
Los mitos de la zona norte tienen una profunda influencia inca y de los pueblos preincaicos de la zona, aunque han adoptado una característica propia al tener una arraigada base colonial española.

### Mitología huasa
La zona Central de Chile, la más poblada y la primera donde se establecieron los colonizadores españoles, produjo la aparición de una mitología propia en la etapa de la colonia chilena, caracterizada por asimilar muchos de los seres mitológicos provenientes de las creencias del pueblo mapuche.
Las leyendas y mitos de esta zona tienen muchas versiones modificadas por la tradición oral. Algunos de los seres mitológicos más conocidos o populares son Bartolo Lara, Pedro Urdemales, la Calchona, la Llorona, el Culebrón, el Chonchón y el Piuchén; mientras que cuenta con leyendas como la laguna del Inca, la laguna de Tagua Tagua, el Entierro del cacique Vitacura y las campanas de Rere. También, hay muchas referencias a historias sobre la aparición del diablo («El Mandinga») y de encuentros con brujas.
Además, destaca la mitología insular de la zona central con la mitología de Isla de Pascua y mitos como el del tesoro de Juan Fernández, en el archipiélago de Juan Fernández.

### Mitología rapanui
A nivel de la mitología de la zona centro insular, su fuente principal y más importante es la Isla de Pascua. Tal como ocurre en otros lugares de Chile, la mitología de la Isla de Pascua también ha desarrollado una cosmovisión particular que ha llevado a sus habitantes a explicaciones muy singulares sobre la creación del hombre y de su territorio. Ejemplos de estos mitos son Make-Make, Uoke y Aku-Aku.

### Mitología chilota
La región del archipiélago de Chiloé es conocida por la riqueza de elementos mitológicos, tanto personajes como historias y leyendas. Entre los primeros, se destacan el trauco, la pincoya, el camahueto o  los invunches. Entre los segundos, los hay de origen mitológico, como el mito de Tenten Vilu y Caicai Vilu, y los de origen verídico, como la Recta Provincia.

### Mitología patagónica
La zona Austral de Chile ha heredado la mitología de los pueblos más australes de Chile (los aonikenk, kawésqar, selknam y yagán), con mitos como el Gualicho, Ayayema, Temáukel, Watauinewa, Habshi, El-lal y el origen de la planta de Calafate, entre otros. Igualmente destacan la Ciudad de los Césares y los Gigantes patagónicos, originado por las primeras expediciones europeas a la región.

### Leyenda urbana
En las grandes ciudades, destacan las historias de la Casona Dubois, la rubia de Kennedy, las tres pascualas.